# Босје
Босје (фр. Bossieu) насеље је и општина у источној Француској у региону Рона-Алпи, у департману Изер која припада префектури Вјен.
По подацима из 2011. године у општини је живело 268 становника, а густина насељености је износила 19,88 становника/km². Општина се простире на површини од 13,48 km². Налази се на средњој надморској висини од 450 метара (максималној 524 m, а минималној 361 m).

## Демографија
| 1962. | 1968. | 1975. | 1982. | 1990. | 1999. | 2011. |
| ----- | ----- | ----- | ----- | ----- | ----- | ----- |
| 176   | 212   | 209   | 212   | 241   | 277   | 268   |

График промене броја становника у току последњих година